# Viva Laldjérie
Viva Laldjérie es una película del año 2003.

## Sinopsis
Argel, invierno de 2003. Al principio de la violencia terrorista, la madre, la hija y la puta se instalan en un hotel del centro de la ciudad. Goucem, la hija, ha conseguido llevar una vida “normal” entre su trabajo con un fotógrafo, un amante generoso y casado, y unos movidos fines de semana en las discotecas. Fifi, la amiga fiel, se prostituye bajo la protección de un hombre poderoso y amable. Papicha, la madre, vive entre el miedo y la nostalgia de un pasado feliz como bailarina de cabaret. Aunque la muerte ande tras ellas, insidiosa y despreocupada, ellas lo niegan.

## Premios
- Mostra de Valencia Cinema del Mediterrani, 2005
- Medfilm Festival, Roma 2005